# Yoro (tỉnh)
Yoro là một trong 18 tỉnh của Honduras. Tỉnh này có các khu vực đất nông nghiệp màu mỡ tập trung chủ yếu ở thung lũng sông Aguan và sông Sula Valley. Tỉnh lỵ là Yoro. Tỉnh có diện tích 7.939 km&sup2, dân số năm 2005 ước khoảng 503.886 người. Đây là nơi nổi tiếng với Lluvia de Peces (mưa cá).

## Các đô thị
1. Arenal
2. El Negrito
3. El Progreso
4. Jocón
5. Morazán
6. Olanchito
7. Santa Rita
8. Sulaco, Yoro
9. Victoria
10. Yorito
11. Yoro